# Majkova jaskyňa
Majkova jaskyňa – jaskinia w centralnej części Płaskowyżu Silickiego (słow. Silická planina) w Krasie Słowacko-Węgierskim na Słowacji. Długość korytarzy ok. 400 m. Jaskinia została nazwana na cześć Jána Majki, słowackiego speleologa zasłużonego w eksploracji jaskiń m.in. Krasu Słowacko-Węgierskiego.

## Położenie
Wejście do jaskini znajduje się na wysokości 459 m n.p.m., we wschodnich stokach wzniesienia zwanego Vápennẏ vrch (580 m n.p.m.), w krzaczastych zaroślach nad wydatnym ponorem przy drodze z miejscowości Silica do Silickiej Jablonicy i niespełna 400 m od granicy państwowej słowacko-węgierskiej.

## Geneza i morfologia
Majkova Jaskinia jest jaskinią fluwiokrasową. Korytarz wejściowy prowadzi do przestronnej sali, za którą przepływa podziemny potok. Potok ten, jako tzw. Sokole Wywierzysko (słow. Sokolia vyvieračka) wypływa na powierzchnię nieco ponad kilometr dalej na wschód, pod Sokolą Skałą (słow. Sokolia skala). Jaskinia posiada interesującą szatę naciekową.

## Znaczenie i ochrona jaskini
W jaskini znalezione zostały fragmenty ceramiki zaliczonej do kultury kyjatyckiej oraz szczątki ludzkie (ułomki czaszek). Jaskinia nie jest udostępniona do zwiedzania. Od 1995 r. chroniona jako pomnik przyrody (słow. prírodná pamiatka).